# Bruchus ochraceosignatus
Bruchus ochraceosignatus is een keversoort uit de familie bladkevers (Chrysomelidae). De wetenschappelijke naam van de soort werd in 1894 gepubliceerd door Lucas Friedrich Julius Dominikus von Heyden.